# Angraecopsis tridens
Espèce
Synonymes
- Angraecopsis occidentalis (Kraenzl.) Schltr.[2]
- Angraecum occidentale (Kraenzl.) Rolfe[2]
- Angraecum tridens Lindl.[2]
- Epidorkis tridens (Lindl.) Kuntze[2]
- Listrostachys tridens (Lindl.) Rchb.f.[2]
- Mystacidium tridens (Lindl.) Rolfe[2]
- Saccolabium occidentale Kraenzl.[2]

Statut de conservation UICN

 NT  : Quasi menacé
Angraecopsis tridens est une espèce de plantes à fleurs de la famille des Orchidaceae et du genre Angraecopsis. C4est une plante tropicale présente sur la ligne montagneuse du Cameroun (au Cameroun et en Guinée équatoriale).

## Description
C'est une petite herbe atteignant 5 cm de hauteur. Proche de Angraecopsis cryptantha, elle en diffère par son éperon et ses pétales plus courts, ainsi que par une inflorescence plus longue.

## Distribution
Au Cameroun, l'espèce a été collectée dans les monts Bamboutos, entre Dschang et Fongo-Tongo (région de l'Ouest), et sur plusieurs sites dans la région du Sud-Ouest (Kodmin, Buéa, mont Manengouba, mont Cameroun, Enyandong).

En Guinée équatoriale, elle a été récoltée à la fois dans la région continentale et sur l'île de Bioko.

## Habitat et écologie
Elle se développe dans les forêts tropicales et subtropicales humides en altitude de 1 000 à 1 700 m. Classée parmi les espèces vulnérables, Angraecopsis tridens risque surtout la perte de son habitat à cause de l'exploitation forestière abusive et la déforestation qui induit la diminution de la taille de sa population.